# 奈良県立大宇陀高等学校
奈良県立大宇陀高等学校（ならけんりつ おおうだこうとうがっこう、英語表記 Nara Prefectural Ohuda Senior High School）は、奈良県宇陀市大宇陀迫間に所在した公立の高等学校。

## 設置学科・コース
- 全日制課程 普通科
  - ライフクリエイトコース - 2013年（平成25年）4月新設。
  - 上記以外のコース - 2年次より以下の3コースに分かれる。
    - 阿騎野コース（文系コース）
    - かぎろひコース（理系コース）
    - 八角コース（専門学校・就職コース）

## 歴史
1923年（大正12年）創立の「奈良県立宇陀中学校」（旧制中学校）を前身とする。1948年（昭和23年）4月の学制改革により新制高等学校となった。当初男子校であったが、同年9月の再編で「奈良県立大宇陀高等学校」に改称し、男女共学となった。2013年（平成25年）に創立90周年を迎えた。奈良県教育委員会が策定した県立高等学校適正化実施計画により、2022年度より、奈良県立榛生昇陽高等学校と統合して奈良県立宇陀高等学校が開校。統合後も当校の閉校まで両校の校地が共に使用していた。

### 年表
- 1923年（大正12年）4月 - 奈良県立宇陀中学校（旧制中学校）が開校。初代校長に立石秀三が就任。
  - 入学資格を尋常小学校（6年）を卒業した12歳以上の男子、修業年限を5年（現在の中1から高2まで）とする。
- 1924年（大正13年）3月 - 校舎が完成。
- 1943年（昭和18年）4月1日 - 中等学校令の施行により、この時の入学生から修業年限が4年となる。
- 1944年（昭和19年）- 勤労動員が開始。
- 1945年（昭和20年）
  - 3月 - 教育ニ関スル戦時非常措置方策により、修業年限4年施行の時期が繰り上げられ、4年生と5年生の合同卒業式を挙行[1]。
  - 4月 - 学校での授業が停止される。ただし勤労動員は継続される。
  - 8月 - 終戦。
  - 9月 - 授業が再開される。
- 1946年（昭和21年）4月 - 修業年限が5年に戻る（4年修了時点で卒業することもできた）。
- 1947年（昭和22年）4月1日 - 学制改革（六・三制の実施）が行われる。
  - 旧制中学校の募集が停止される。
  - 新制中学校が併設され（以下・併設中学校）、旧制中学校1・2年修了者を併設中学校2・3年生として収容。
  - 併設中学校は経過措置として暫定的に設置されたため、新たに生徒募集は行われず、在校生が2・3年生のみの中学校であった。
  - 旧制中学校3・4年修了者はそのまま在籍し、4・5年生となった（4年修了時点で卒業することもできた）。
- 1948年（昭和23年）
  - 4月1日 - 学制改革（六・三・三制の実施）により旧制中学校は廃止され、新制高等学校の奈良県立宇陀高等学校（男子校）が発足。
    - 旧制中学校卒業生（5年修了者）を新制高校3年生、旧制中学校2年修了者を新制高校2年生、併設中学校卒業生（3年修了者）を新制高校1年生として収容。
    - 併設中学校は新制高校に継承され、在校生が1946年（昭和21年）に旧制中学校へ最後に入学した3年生のみとなる。

  - 9月1日 - 高校三原則に基づく公立高等学校の統合・再編により、総合制の奈良県立大宇陀高等学校（男女共学）が発足。
    - 通常制普通課程と農業課程を設置。

  - 12月 - 菟田野分校（定時制）を設置。
- 1949年（昭和24年）3月31日 - 併設中学校を廃止。
- 1956年（昭和31年）
  - 4月 - 農業課程の募集を停止し、女子課程（家庭課程）を設置。
  - 8月 - プールが完成。
- 1958年（昭和33年）3月31日 - 農業課程を廃止。
- 1960年（昭和35年）4月 - 女子課程（家庭課程）の募集を停止。
- 1962年（昭和37年）
  - 3月31日 - 女子課程を廃止。
  - 4月1日 - 通常制普通課程を全日制課程普通科に改称。
- 1964年（昭和39年）1月 - 創立40周年を記念して図書館が完成。
- 1969年（昭和44年）4月 - 新校舎が完成。
- 1970年（昭和45年）11月 - 新体育館兼講堂が完成。
- 1971年（昭和46年）10月 - 格技場が完成。
- 1974年（昭和49年）12月 - 作法室が完成。
- 1977年（昭和52年）1月 - 女子更衣室が完成。
- 1990年（平成2年）2月 - 体育場が完成。
- 1993年（平成5年）3月 - 弓道場が完成。
- 1995年（平成7年）9月 - 校舎と格技場の大規模改修を実施。
- 1996年（平成8年）4月 - この時の入学生から制服を改定。
- 1999年（平成11年）3月 - クラブハウス（部室）が完成。
- 2005年（平成17年）9月 -「黒岩重吾の世界」室を開設。
- 2007年（平成19年）3月31日 - 菟田野分校を廃止。
- 2009年（平成21年）4月 - 女子制服を改定。
- 2013年（平成25年）4月1日 - 普通科に介護に重点を置いたライフクリエイトコースを新設。[2][3]
- 2022年（令和4年）4月1日 - 奈良県立榛生昇陽高等学校と統合し、奈良県立宇陀高等学校開校。
- 2023年（令和5年）
  - 3月4日 - 閉校イベント「再会」を開催[4]
  - 3月31日 - 閉校。

## 校訓・校章・校歌
校訓
「剛健・進取・偕和（かいわ）」
校章
四方の山を図案化したものに校名「大宇陀（Ouda）」の「O」と「U」の文字を重ね、「高」の文字を置いている。
校歌
作詞は五味保義、作曲は下総皖一による。歌詞は3番まであり、校名の大宇陀は登場しない。ただし1番に地名として「宇陀」が登場する。

## 部活動
運動部
- 野球部
- ソフトテニス部
- 空手道部
- バスケットボール部
- 弓道部
- 陸上競技部
- ハンドボール同好会
- フットサル部

文化部
- 演劇部
- 茶道部
- 華道部
- 書道部
- 吹奏楽部
- 文芸部
- 手芸部
- ESS同好会（English Speaking Society）
- パソコン同好会
- ヒューライツ（人権）クラブ

## 著名な出身者
- 黒岩重吾（小説家）
- 桂三馬枝（落語家）
- 笑福亭鉄瓶（落語家）

## 交通
- 近鉄 大阪線 「榛原駅」
- 奈良交通「大宇陀高校」停留所